# Лазнє-Кинжварт
50°38′09″ пн. ш. 12°37′29″ сх. д. / 50.63583° пн. ш. 12.62472° сх. д.
Лазнє-Кинжварт (рідше Кеніґсварта; чеськ. Lázně Kynžvart, колишн. нім. Bad Königswart, Königswart, Königswarte) — місто на північному заході Чехії в окресі Хеб Карловарського краю. З 1822 року в населеному пункті знаходиться кліматичний курорт. Тут проживає приблизно 1400 постійних мешканців. 
Місто відоме своїм санаторієм, призначеним для лікування дітей від 2 до 15 років, що страждають респіраторними захворюваннями.  

## Посилання

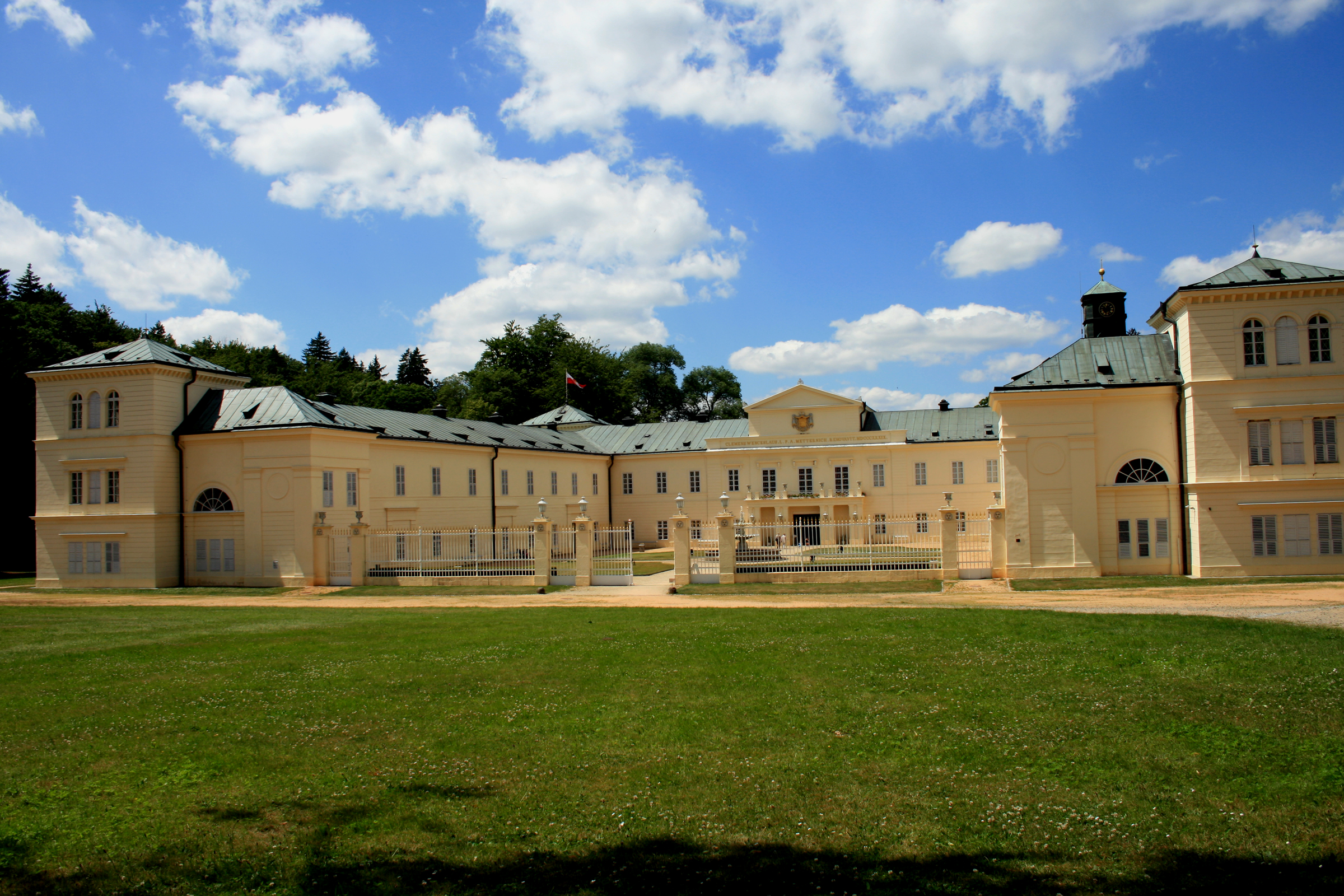
Замок Кинжварт

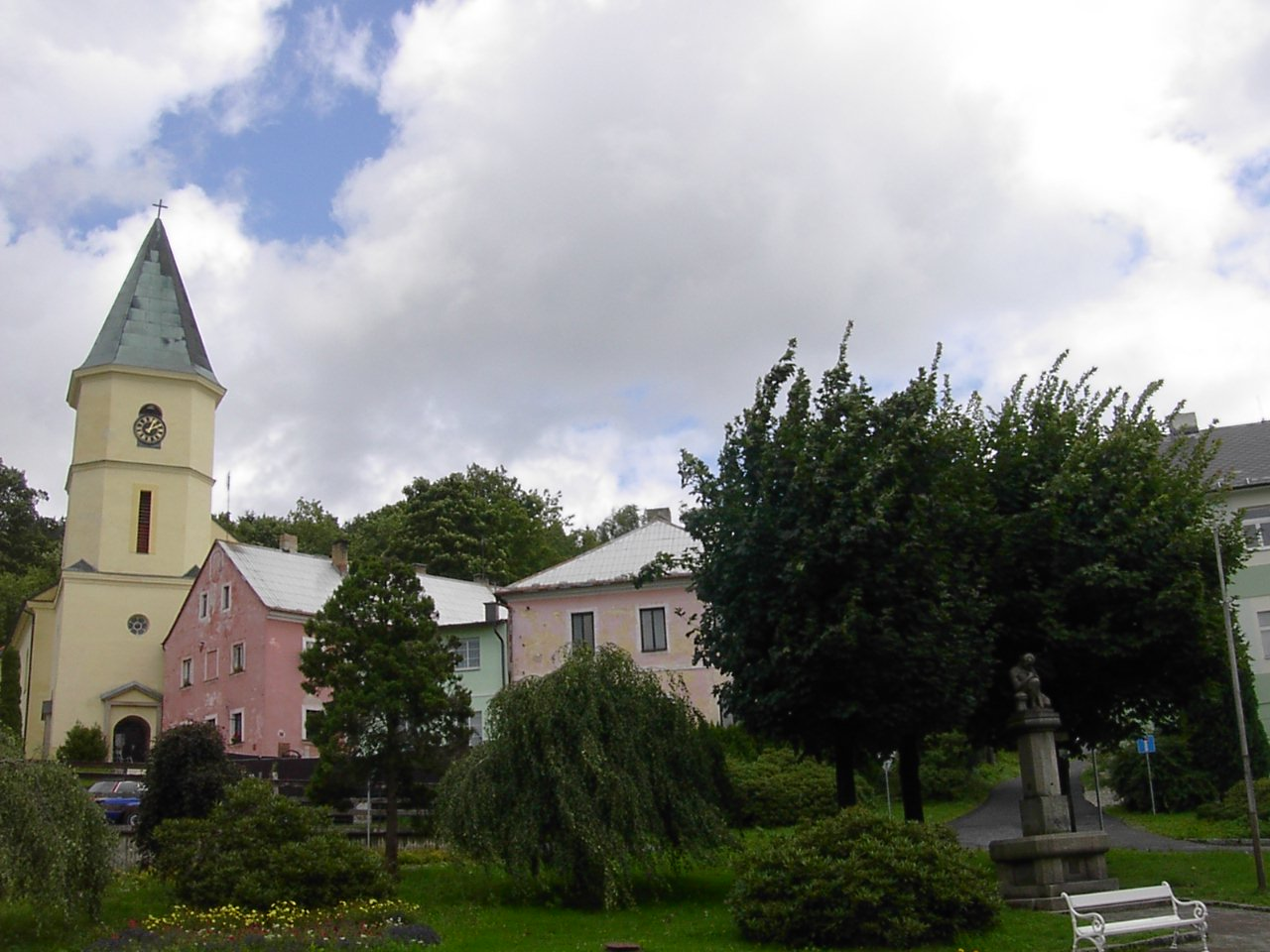
Костел